# Deutzer Drehbrücke
Die Deutzer Drehbrücke überspannt den Deutzer Hafen in Köln-Deutz und verbindet die Siegburger Straße über die Alfred-Schütte-Allee mit dem Poller Rheinufer, dessen ausgedehnte Grünflächen und Sportanlagen in den 1920er Jahren angelegt wurden.

## Geschichte

Deutzer Hafen mit Drehbrücke (1912)

Die Drehbrücke wurde 1907 zeitgleich mit dem Bau des Deutzer Hafens errichtet und im März 1908 dem Verkehr übergeben. Das technische Denkmal besteht aus einer genieteten Stahlfachwerkkonstruktion einer ungleichschenklig ausbalancierten Brücke von 31,29 Meter Spannweite und 10 Meter Breite, die aus dem bis heute vollständig erhaltenen Steuerhäuschen aus Stahlblech über der Brückenmitte elektrisch gesteuert werden kann. Geländer, Brückenköpfe und Steuerhaus wurden im geometrischen Jugendstil gestaltet. Ähnlich der nur wenige Jahre zuvor erbauten Drehbrücke im Rheinauhafen werden die 177 Tonnen Eigengewicht ihres Überbaus hydraulisch aus der Ruheposition gehoben und dann mittels eines Elektromotors gedreht. Konstruiert wurden die Kölner Drehbrücken von der Duisburger AG für die Eisenindustrie und Brückenbau vorm. J.C. Harkort, auch als Brückenbauanstalt Harkort bekannt, die hinsichtlich der Mechanik mit der Düsseldorfer Haniel & Lueg zusammenarbeitete.
Die Deutzer Drehbrücke steht seit dem 1. Juli 1980 unter Denkmalschutz. Die über sie verlaufende Straße hieß zunächst Deutzer Damm, ab 1911 Rheinallee und heißt seit 1957 Alfred-Schütte-Allee.

## Beschädigungen, Sanierungen, Wiedereröffnung

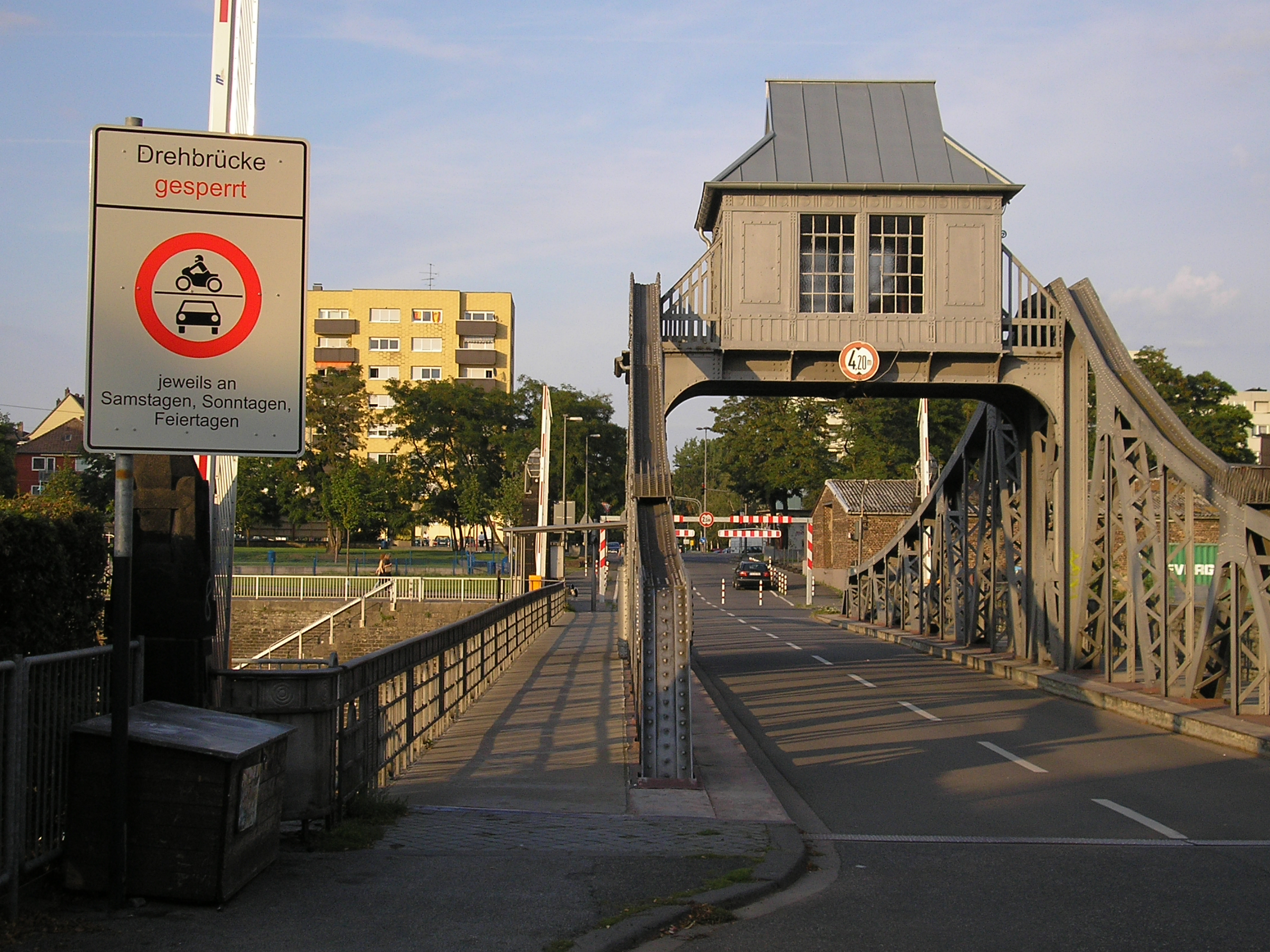
Deutzer Drehbrücke mit Steuerhäuschen, links Hinweisschild auf die Sperrung an den Wochenenden (2010)

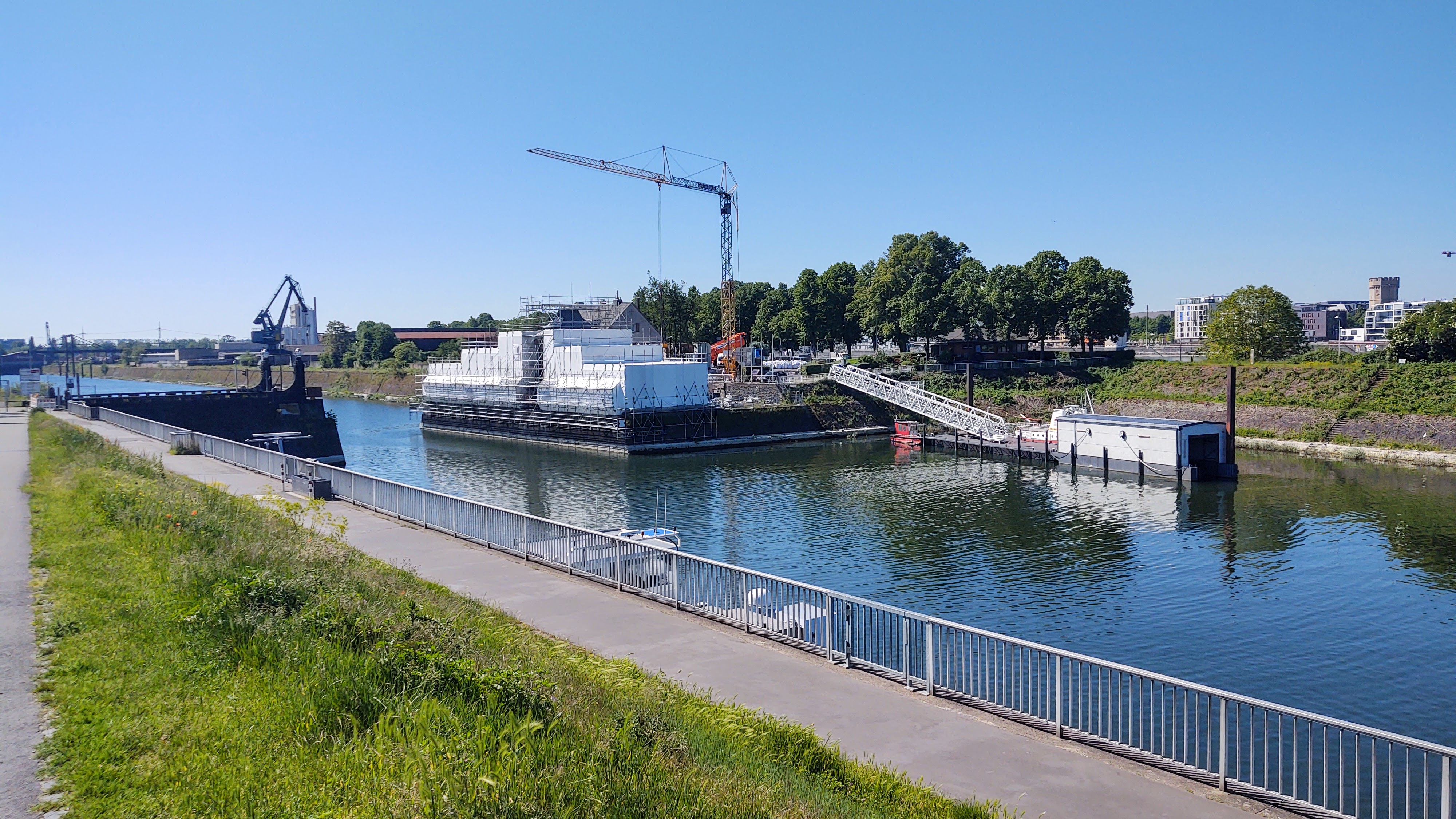
Die gesperrte Drehbrücke während ihrer Sanierung im Jahr 2021

Die Brücke funktionierte einwandfrei, bis sie im Februar 2008 durch ein Schiff beschädigt wurde. Inzwischen ist die Brücke repariert, jedoch aus verkehrspolitischen Gründen am Wochenende für den Autoverkehr gesperrt. Fußgänger und Radfahrer können die Brücke auch an Wochenenden passieren.
Am 13. Februar 2013 musste die Brücke erneut für den Verkehr gesperrt werden – diesmal aufgrund eines Getriebeschadens. Ab dem 25. März 2013 fanden die Reparaturarbeiten statt. Seit dem 4. April 2013 war die Brücke wieder passierbar.
Im Oktober 2014 wurde die aus den 1950er Jahren stammende Elektrotechnik der Brücke sowie der Fahrbahnbelag während einer vierwöchigen Reparatur saniert. Während dieser Zeit blieb die Brücke in geöffneter Stellung, so dass Schiffe passieren konnten.

Anfang Juni 2015 wurde bekannt, dass vermutlich wegen eines Defekts an der erst im Oktober 2014 restaurierten Mechanik, die Brücke erneut für den Individualverkehr gesperrt und für den Schiffsverkehr geöffnet bleiben musste. Nach drei Wochen waren die Reparaturarbeiten beendet und die Sperrung konnte aufgehoben werden. Mehrfach kam es insbesondere durch die Hitze des Sommers immer wieder zu Ausfällen bei der mehr als hundertjährigen Technik. Anfang Juli 2015 verzogen sich die Bleche zwischen festem Straßenbelag und Brückenfahrbahn, sowie die Mechanik selbst, die eine Bewegung der Brücke von nur wenigen Millimetern zuließ.
Um einer störungsbedingten Sperrung vorzubeugen, hatte sich der Rat der Stadt Köln im Dezember 2015 für eine grundlegende Sanierung der Brücke für 1,36 Millionen Euro entschieden. Diese Generalsanierung der Deutzer Drehbrücke, die eine Verbindung der Alfred-Schütte-Allee zur Siegburger Straße darstellt, startete gemäß Angaben der Stadt Köln am 22. Februar 2021. Die Arbeiten hatten mit dem Abfräsen des Straßenoberbaus begonnen. Danach wurde die Drehbrücke für den weiteren Zeitraum der Arbeiten geöffnet, daher wurde eine komplette Sperrung für jeglichen Verkehr notwendig, die nach der ersten Planung 45 Wochen andauern sollte. Geplant waren ursprünglich die Erneuerung des Korrosionsschutzes, der Schrammborde und Gehwege, der Austausch der Übergangsbleche zwischen Brücke und angrenzender Straße, die Erneuerung der Fahrbahnkonstruktion einschließlich neuen Fahrbahnbelags, der Austausch von zerstörten und die Restaurierung von erhaltenswerten Streben, sowie der Austausch der Antriebswelle.
Während der Generalsanierung wurden im November 2021 weitere schwerwiegende Schäden festgestellt. Erst nach Demontagearbeiten und dem Strahlen der Stahlkonstruktion zeigte sich das gesamte Ausmaß der Korrosion. Viele Stahlträger, die nur ertüchtigt werden sollten, sollten nun in Abstimmung mit der Denkmalpflege der Stadt Köln ausgebaut und erneuert werden. Im Bereich der Antriebstechnik wurden nicht fachgerechte Notreparaturen aus der Kriegszeit entdeckt, die zu einem erhöhten Verschleiß des Antriebs geführt haben und bei der Instandsetzung einen deutlichen Mehraufwand erforderten. Das obenliegende Maschinenhaus zeigte ebenfalls verdeckte Rostschäden, die erst nach der Demontage der Innenverkleidung zutage traten und dazu führten, dass die gesamte tragende Konstruktion erneuert werden musste. Die erforderlichen Zusatzmaßnahmen brachten eine etwa einjährige Bauzeitverlängerung und Kostenerhöhung mit sich.
Durch die Sanierung war es notwendig geworden, die Brücke für den Schiffsverkehr permanent offen zu halten, da eine Bedienung nun nicht möglich war. Daher war für den Straßenverkehr eine Umleitung eingerichtet worden. Das Erreichen der Alfred-Schütte-Allee wurde bis 28. August 2023 im Rahmen einer Umleitung über die Siegburger Straße und die Straße „Am Schnellert“ empfohlen.
Während der Generalsanierung wurde die Stahlfachwerkskonstruktion mit mehr als 1,3 Tonnen Farbe beschichtet und mehr als 2.500 Nieten auf traditionelle Art mittels Schmiedefeuer und Schmiedewerkzeugen neu gesetzt.
Die neue Farbgebung, die dem Ursprungsfarbton des Neubaus von 1907 entspricht, konnte bereits 2022 erlebt werden. Nach zweieinhalb Jahren Bauzeit kann die Drehbrücke seit 28. August 2023 wieder durch Fahrzeuge mit einem zulässigen Gesamtgewicht von 7,5 Tonnen befahren werden. An Feiertagen, Wochenenden und während der Ferienzeiten ist die Drehbrücke lediglich für den Fuß- und Radverkehr nutzbar. Die Durchfahrtshöhe ist durch vorgelagerte Sperren auf 2,5 Meter beschränkt, die Brücke selber würde 4,2 Meter ermöglichen.

## Geschichte des Deutzer Hafens
Mit der Eingemeindung von Deutz und Poll am 1. April 1888 nach Köln wurde eine wichtige Voraussetzung zum Bau des Deutzer Hafens geschaffen. Unter Nutzung einer Landzunge mit natürlichem Hafenbecken, dem Schnellert, wurde der Bassinhafen geplant. Nachdem die preußischen Behörden ihre Bedenken aufgrund der Festungsfunktion von Deutz aufgegeben hatten, wurden aufgrund einer Kabinettsorder die dafür notwendigen Grundstücke enteignet. Diese Enteignung von ca. 1.100 Parzellen zog sich bis ca. 1898 hin. Erste Ausgrabungs- und Baggerarbeiten fanden bereits 1895 statt. Doch der eigentliche Baubeginn des Hafenbeckens datiert auf 1904 und fand erst 1907 seinen Abschluss. Der Deutzer Bassinhafen besteht aus jeweils einem Hafenbecken vor und hinter der Deutzer Drehbrücke.

## Sperrungen bei Hochwasser
Ab einem Rheinwasser-Pegelstand von 6,50 Meter ist die Deutzer Drehbrücke gesperrt.